# 1103
1103 (MCIII) var ett normalår som började en torsdag i den julianska kalendern.

## Händelser

### April
- 27 april – Anselm av Canterbury går i exil.

### Juli
- 10 juli – Den danske kungen Erik Ejegod dör. Då han vid tillfället befinner sig på Cypern på pilgrimsfärd dröjer det till året därpå innan nyheten når Danmark och hans bror Nils kan ta över kungamakten i landet.

### Augusti
- 24 augusti – När Magnus Barfot dör efterträds han av sina tre söner Olav, Öystein och Sigurd som samregerande kungar av Norge.

### Okänt datum
- Norden frigörs från ärkestiftet Hamburg-Bremen och blir ett eget ärkebiskopssäte inom den romersk-katolska kyrkan, med säte i Lund.
- Amadeus III blir greve av Savojen.
- Bohemund I av Antioch friges från turkarnas fångenskap.

## Födda
- Adeliza av Louvain, drottning av England 1121–1135 (gift med Henrik I) (född omkring detta år)
- Alphonse I, greve av Toulouse.
- Harald Gille, kung av Norge 1130–1136.
- Toba, japansk kejsare.
- William Adelin, son till Henrik I av England.

## Avlidna
- 10 juli – Erik Ejegod, kung av Danmark sedan 1095 (död på Cypern).
- 24 augusti – Magnus Barfot, kung av Norge sedan 1094.
- Slutet av året – Bodil Thrugotsdatter, drottning av Danmark från 1095 till 10 juli detta år, gift med Erik Ejegod.
- Humbert II av Savojen.